# Constantijn van Renesse
För andra betydelser, se Rembrandt (olika betydelser).
Constatijn van Renesse, född 1626, död 1680, var en nederländsk konstnär och elev till Rembrandt. Han var son till Lodewijk Gerdus van Renesse. 
Under sin tid som elev hos Rembrandt skapade han ett flertal verk, varav ett är Korsnedtagandet. Hos Rembrandt skapade han verk som var kopplade till kristendomen, vilket var något Rembrandt även gjorde under denna tid. van Renesses verk räknas till nederländsk stormaktstid och även barock.